# Xuanzhou
Xuanzhou (chiń. upr. 宣州区; chiń. trad. 宣州區; pinyin Xuānzhōu Qū) – dzielnica miasta Xuancheng w prowincji Anhui we wschodniej części Chińskiej Republiki Ludowej. Liczba mieszkańców dzielnicy, w 2010 roku, wynosiła 772 490.